# Jay Leyda
Jay Leyda (n. 12 februarie 1910, Detroit, Michigan, SUA – d. 15 februarie 1988, New York City, New York, SUA) a fost un regizor de filme avangardiste și istoric de film american, cunoscut pentru scrierile sale referitoare la cinematografia americană, sovietică și chineză, precum și pentru compilațiile sale documentare cu privire la viețile lui Herman Melville și Emily Dickinson.

## Biografie
Leyda s-a născut pe 12 februarie 1910, în orașul Detroit din statul american Michigan. A fost membru al organizației profesionale Workers Film and Photo League la începutul anilor 1930. A călătorit în Uniunea Sovietică în 1933 pentru a urma studii cinematografice la Institutul de Stat de Artă Cinematografică de la Moscova, cu Serghei Eisenstein, care avea în acea vreme o relație conflictuală cu Stalin și cu autoritățile cinematografice sovietice. El a participat la realizarea filmului de propagandă Bejin lug (1935–1937) al lui Eisenstein, care a fost considerat mult timp un film pierdut. Când s-a întors în Statele Unite ale Americii în 1936 pentru a deveni curator asistent de film la Muzeul de Artă Modernă din New York, Leyda a adus cu el singura copie completă a filmului Crucișătorul Potemkin (1925) al lui Eisenstein. În anii 1940 a tradus în limba engleză scrierile lui Eisenstein.
Deși nu avea un doctorat, Leyda a devenit fascinat de personalitatea scriitorului american Herman Melville și a devenit o figură importantă în renașterea interesului față de opera lui Melville. Cercetătorii din această perioadă au trecut dincolo de acceptarea relatărilor la persoana întâi ale lui Melville în scrierile sale ca fiind sigur autobiografice. Leyda a încercat să descopere dovezi concrete cu privire la legătura dintre viața scriitorului și subiectul scrierilor sale și a cercetat lucrări aflate în biblioteci, documente de familie, arhive locale și ziare apărute în New England și New York, alcătuind lucrarea The Melville Log (1951) care a prezentat într-un mod documentat activitățile zilnice ale lui Melville.
Soția lui Leyda, Si-Lan Chen⁠(d), o balerină de reputație internațională, era fiica juristului chinez Eugene Chen⁠(d), care fusese ministru de externe al guvernului republican al revoluționarului Sun Iat-sen. Leyda a fost invitat în 1959 să lucreze la Arhiva de Film a Chinei de la Beijing, unde a rămas până în 1964. Lucrarea sa referitoare la istoria filmului chinez, Dianying, a fost primul studiu intensiv pe acest subiect care a fost publicat în limba engleză. Deși avea sarcina să examineze și să catalogheze filmele străine aflate în Arhiva de Film a Chinei, Leyda a vizionat o mare parte a filmelor chinezești vechi aflate în colecția arhivei, reușind, ca urmare a cunoștințelor sale cinematografice, să înțeleagă evoluția cinematografiei chineze și să dobândească o perspectivă încă utile asupra filmelor și tehnicilor regizorale individuale.
Leyda a obținut medalia de aur Eastman Kodak în 1984. A predat la Universitatea Yale (1969-1972), la York University (1972-1973) și la New York University (1973-1988), desfășurându-și activitatea didactică până la 15 februarie 1988, când a murit la New York din cauza unei insuficiențe cardiace. A fost profesor și îndrumător de doctorat al cunoscutului istoric de film Charles H. Harpole⁠(d) (inițiatorul și coordonatorul seriei de cărți în zece volume History of American Cinema, dedicată lui Leyda), al teoreticianului de film Tom Gunning și al istoricului de film și regizorului de filme documentare Charles Musser⁠(d). În 1981 a fost membru al juriului la ediția a XII-a a Festivalului Internațional de Film de la Moscova. El a alcătuit, împreună cu Charles Musser, lucrarea Before Hollywood: Turn of the Century American Film (1987) pentru American Federation of Arts, programul unei expoziții-turneu a 69 de filme americane, completat cu un catalog, pe care ziarul New York Times l-a numit „o privire fascinantă asupra cinematografiei care a înflorit în America între anii 1895 și 1915, înainte ca filmele să poată fi menționate în ziarele de familie”.

## Filmografie (selecție)
- A Bronx Morning (1931) (11 minute, alb-negru, mut), aflat în prezent în colecția Muzeului de Artă Modernă din New York.[16]
- People of the Cumberland (1937) (21 de minute, alb-negru, sonor), coregizat de Sidney Meyers, aflat tot în colecția Muzeului de Artă Modernă din New York.[17] Filmul a fost produs de compania Frontier Film Group. La realizarea acestui film au mai colaborat Elia Kazan, Ralph Steiner⁠(d), Erskine Caldwell, Alex North, Earl Robinson⁠(d) și Helen van Dongen⁠(d).[18]

## Scrieri
- Leyda, Jay; Bertensson, Sergei (1947). The Musorgsky reader; a life of Modeste Petrovich Musorgsky in letters and documents. New York: W.W. Norton. OCLC 885379.
- Leyda, Jay (1951). The Melville Log: A Documentary Life of Herman Melville, 1819–1891. New York: Harcourt, Brace. OCLC 174510154.
- —— (1952). The Portable Melville. New York: Viking Press.
- Leyda, Jay; Bertensson, Sergei; Satina, Sophia (1956). Sergei Rachmaninoff, a Lifetime in Music. New York: New York University Press. OCLC 344823.
- Leyda, Jay (1960). The Years And Hours of Emily Dickinson. New Haven: Yale University Press. OCLC 479248174.
- —— (1960). Kino: A History Of The Russian And Soviet Film. London: George Allen & Unwin. OCLC 468224244.
- —— (1964). Films Beget Films: A Study of the Compilation Film. New York: Hill and Wang. OCLC 186247574.
- —— (1972). Dianying/Electric Shadows: An Account of Films and the Film Audience in China. Cambridge, Massachusetts: The MIT Press. ISBN 978-0-262-12046-3. OCLC 241457.
- --- with Walter Aschaffenburg⁠(d), Bartleby: Opera in a Prologue and Two Acts: Based on the Story by Herman Melville. (Bryn Mawr, Penn.: T. Presser, 1967). OCLC 1253818872
- —— , "Herman Melville, 1972," in Bruccoli, Matthew J., ed. (1973). The Chief Glory of Every People; Essays on Classic American Writers. Carbondale: Southern Illinois University Press. ISBN 0809306158.
- ——; Voynow, Zina (1980). Eisenstein At Work. Pantheon Books. ISBN 978-0-394-41262-7. OCLC 8493672.
- ——; Eisenstein, Sergei (1986). Eisenstein on Disney. Methuen Paperback. ISBN 978-0-413-19640-8. OCLC 19256739.
- Spark, Clare L. (2006). Hunting Captain Ahab : Psychological Warfare and the Melville Revival. Kent, Ohio: Kent State University Press. ISBN 0873388887. Includes Leyda's role in the "Melville Revival."
- Si-lan Chen Leyda, Footnote to History (New York: Dance Horizons), 1984 ISBN: 9780871271341